# 伊克斡格蘭

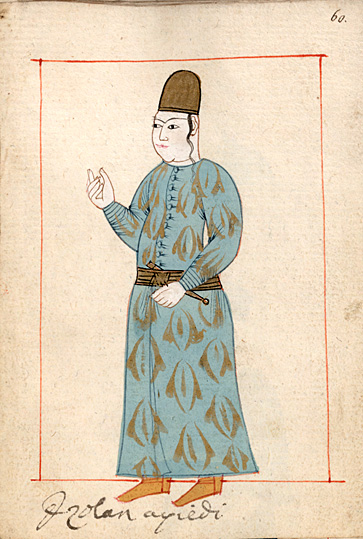
伊克斡格蘭

伊克斡格蘭（Iç oğlan），即內宮童僕，是奧斯曼帝國以德夫希爾梅制度徵召的基督徒男童。他們在托普卡珀宮的恩德倫學校服役，也服務蘇丹和他的家人。
伊克斡格蘭也是新徵召耶尼切里成員的稱呼，他們也會被培養為朝臣和軍隊指揮官，他們很多人出身阿爾巴尼亞人。
他們受白人太監總管:卡帕阿迦的管理。